# Пригородный (Тихорецкий район)
При́городный — посёлок в Тихорецком районе Краснодарского края России.
Входит в состав Алексеевского сельского поселения.

## Население
| 2002 | 2010  |
| ---- | ----- |
| 1407 | ↗1410 |

## Улицы
| - ул. Васильковая, - ул. Вишнёвая, - ул. Гагарина, - ул. Заречная, - ул. Златогорская, - ул. Короткая, - ул. Космическая, | - ул. Набережная, - ул. Путевая, - ул. Раздольная, - ул. Садовая, - ул. Светлая, - ул. Солнечная, - ул. Строителей, | - ул. Студенческая, - ул. Тихорецкая, - пер. Тихорецкий, - ул. Цветочная, - ул. Центральная, - ул. Юбилейная, - ул. Южная. |